# Родионов, Василий Иванович
Василий Иванович Родионов (1917—1992) — полковник Советской Армии, участник Великой Отечественной войны, Герой Советского Союза (1946).

## Биография
Василий Родионов родился 23 июля 1917 года в посёлке Лосиноостровский (ныне — в черте Москвы). После окончания двух курсов рабфака работал слесарем на московском заводе имени Калинина. В 1937 году Родионов был призван на службу в Рабоче-крестьянскую Красную Армию. Окончил школу лётчиков-истребителей. С апреля 1942 года — на фронтах Великой Отечественной войны.
К концу войны гвардии майор Василий Родионов командовал эскадрильей 20-го гвардейского бомбардировочного авиаполка 13-й гвардейской бомбардировочной авиадивизии 2-го гвардейского бомбардировочного авиакорпуса 18-й воздушной армии. За время своего участия в войне он совершил 232 боевых вылета на бомбардировку важных объектов противника.
Указом Президиума Верховного Совета СССР от 15 мая 1946 года за «образцовое выполнение боевых заданий командования по уничтожению живой силы и техники противника и проявленные при этом мужество и героизм» гвардии майор ВасилиЙ Родионов был удостоен высокого звания Героя Советского Союза с вручением ордена Ленина и медали «Золотая Звезда» за номером 9067.
После окончания войны Родионов продолжил службу в Советской Армии. В 1953 году он окончил Высшую офицерскую лётно-тактическую школу командиров частей авиации дальнего действия. В 1959 году в звании полковника он был уволен в запас. Проживал в Киеве.
Умер 1 ноября 1992 года, похоронен на Лукьяновском военном кладбище Киева.
Был также награждён тремя орденами Красного Знамени, орденом Александра Невского, двумя орденами Отечественной войны 1-й степени, двумя орденами Красной Звезды, рядом медалей.